# 監察院會議
監察院會議，又稱監察院院會，是中華民國監察院為研商院內重要事項而召開的會議，為《監察院組織法》第7條所規定設立，由監察院院長、監察院副院長及監察委員組成，以監察院院長為主席，若監察院院長因事不能出席時，由監察院副院長代理主席。監察院院長及監察院副院長均因事不能出席時，由出席委員互推其中一人代理主席。監察院會議以過半數之出席為法定人數。
監察院會議議決以下事項：
1. 關於立法院三讀通過之法律案。
2. 關於監察法規之研議事項。
3. 關於審議中央政府及地方政府總決算之審核報告事項。
4. 關於彈劾權、糾舉權及審計權行使之研究改進事項。
5. 關於提出糾正案之研究改進事項。
6. 關於各委員會報告事項。
7. 關於監察院國家人權委員會報告事項。
8. 監察院院長交議事項。
9. 監察委員提案事項。
10. 其他重要事項。

監察院會議原則上每月舉行，監察院院長或全體委員四分之一以上認為有必要時，得召集臨時會議。

## 組成官員
根據《監察院組織法》第7條、《監察院會議議事規則》第2條，監察院會議的成員為：
- 監察院院長
- 監察院副院長
- 監察委員

## 列席官員
根據《監察院會議議事規則》第2條，監察院院長得邀請或指定有關官員列席監察院會議。
- 監察院秘書長
- 監察院副秘書長
- 各處處長
  - 監察業務處處長
  - 監察調查處處長
  - 公職人員財產申報處處長
  - 秘書處處長
  - 綜合業務處處長
- 各室主任
  - 會計室主任
  - 統計室主任
  - 人事室主任
  - 政風室主任
- 各委員會主任秘書　　
  - 內政及族群委員會主任秘書
  - 外交及國防委員會主任秘書
  - 社會福利及衛生環境委員會主任秘書
  - 財政及經濟委員會主任秘書
  - 教育及文化委員會主任秘書
  - 交通及採購委員會主任秘書
  - 司法及獄政委員會主任秘書
- 監察院國家人權委員會執行秘書
- 法規研究委員會執行秘書
- 訴願審議委員會執行秘書
- 審計部審計長
- 審計部副審計長
- 其他經監察院院長邀請或指定之其他相關官員

## 議事方式
監察院會議原則上採用多數決。提案須以書面行之，臨時動議並應有2人以上之附議，且經出席委員過半數之決議行之。年度工作檢討會議於每年度結束後2個月內舉行，檢討1年來工作及政府行政設施。

## 外部連結
- （繁體中文）監察院全球資訊網-監察院會議